# Шувам Шреста
Шувам Шреста (неп. शुवम श्रेष्ठ, романизовано Shuvam Shrestha; Трипурешвар, 1. септембар 2001) непалски је пливач чија специјалност су трке прсним стилом. Вишеструки је национални првак и рекордер у све три трке прсним стилом. 

## Спортска каријера
Шреста је пливањем почео да се бави тек као десетогодишњак, а прво такмичење на ком је наступио су биле Игре Јужне Азије 2016. у индијском Гувахатију, на којима је био један од најмлађих такмичара са свега 14 година. У децембру исте године дебитовао је и на светском првенству у малим базенима у канадском Виндзору, али бз неких запаженијих резултата.
Први значајнији резултат у каријери постигао је на националном првенству 2017. на ком је убедљиво победио ус ве три појединачне трке прсним стилом, поставивши нове националне рекорде у све три дисциплине. Након тог успеха уследио је и деби на светском првенству у великим базенима у Будимпешти 2017 — 68. место на 50 прсно и 70. на 100 прсно. 
Током 2018. пливао је на Азијским играма у Џакарти и светском првенству у малим базенима у Хангџоуу. 
На светском првенству у корејском Квангџуу 2019. такмичио се у две дисциплине, на 100 прсно је заузео 84, а на 200 прсно званично последње 52. место.  